# ニルス・テイシェイラ
ニルス・テイシェイラ（Nils Teixeira 、1990年7月10日 - ）は、ドイツ・ノルトライン＝ヴェストファーレン州ボン出身のプロサッカー選手。SVアイントラハト・ホーケッペル所属。ポジションは、ミッドフィールダー。

## クラブ経歴
ポルトガル人の両親の間に生まれた。地元ボンのクラブでプレーを始め、15歳の時にバイエル・レバークーゼンの下部組織に入団。2007年、フリッツ・ヴァルター・メダルU-17部門で銅メダルを受賞。2008年にリザーブチームに昇格するも出場機会はほとんど無かった。
2009-10シーズンはじめにキッカーズ・オッフェンバッハに期限付き移籍し、翌シーズン完全移籍。
2014年、3. リーガのディナモ・ドレスデンに移籍。2016年、契約を2017年6月まで延長。
2018年、キプロス・ファーストディビジョンのAELリマソールに移籍。
2020年、レギオナルリーガ・ヴェストのボナーSCに移籍。
2022年、ミッテルラインリーガのSVアイントラハト・ホーケッペルに移籍。

## 所属クラブ
- バイエル・レバークーゼンU17
- 2008年-2010年  レバークーゼンII
  - 2009年-2010年  キッカーズ・オッフェンバッハ  (期限付き移籍)
- 2010年-2011年  キッカーズ・オッフェンバッハ
- 2011年-2014年  FSVフランクフルト
- 2014年-2017年  SGディナモ・ドレスデン
- 2017年-2018年  アルミニア・ビーレフェルト
- 2018年-2020年  AELリマソール
- 2020年-2022年  ボナーSC
- 2020年-2022年  SVアイントラハト・ホーケッペル

## 代表歴
2007 FIFA U-17ワールドカップに参加した。